# 俄罗斯人列表
俄罗斯人按职业分类，可以从以下各列表中查询。
- 俄罗斯君主列表
- 俄罗斯政府首脑列表
- 俄罗斯艺术家列表（英语：List of Russian  artists）
- 俄罗斯演员列表（英语：List of Russian  actors）
- 俄罗斯作家列表
  - 俄罗斯小说家列表（英语：List of Russian  novelists）
- 俄罗斯建筑家列表（英语：List of Russian  architects）
- 俄罗斯画家列表（英语：List of Russian  painters）
- 俄罗斯作曲家列表（英语：List of Russian  composers）
- 俄罗斯哲学家列表（英语：List of Russian  philosophers）
- 俄罗斯雕刻家列表（英语：List of Russian  sculptors）
- 俄罗斯电影导演列表（英语：List of Russian  film directors）
- 俄罗斯裔美国人列表（英语：List of Russian  Americans）
- 俄罗斯诺贝尔奖得主列表（英语：List of Russian  Nobel laureates）

|  | 本条目是人物相关列表索引。 |